# オリーブドラブ
オリーブドラブ（英語: Olive drab）は、色の名前である。主に各国の軍服、軍用車両、軍用機、重火器などに用いられている。通常は黒と黄（または茶色と緑）の塗料を1:1で混合して作られるが、生産国や生産時期によってこの比率に差が生ずる場合もあるので注意を要する。このため、それらを再現する模型用塗料にも、国や時期によって数種類のバリエーションがある。

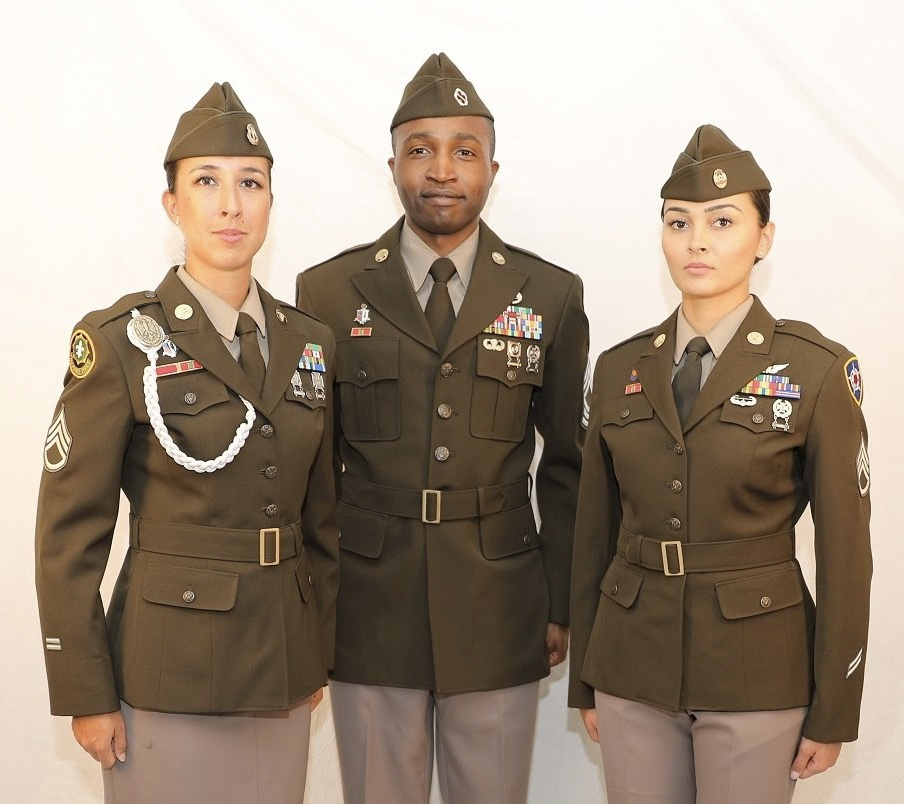
米陸軍の現行制服。オリープドラブ色のジャケット。

調色が単純であるため、第二次世界大戦からベトナム戦争時期まで、アメリカ軍の戦闘服および車両の標準塗装色として使用されていた（現在は3色ないし4色の迷彩塗装が基本となっている）。2018年11月、米国陸軍は勤務用の制服を第二次大戦中に使用していた「ピンク&グリーン」（オリーブドラブ51番のジャケットにピンクと呼ばれる紫がかったベージュのシャツとパンツの組み合わせ）を採用すると発表した。
また、陸上自衛隊では現在も標準色として「OD色（オーデーしょく）」の名で使用され、一部の例外を除いて車両はOD単色またはダークグリーンとの2色迷彩、航空機は茶色と黒との3色迷彩の組み合わせで塗装されている。
旧日本軍の国防色と似ているが、国防色の方がやや茶色に近く、明度も高い。
オリーブドラブとオリーブ色はしばしばカーキと言い表されるが、誤りである。詳細はカーキ色の記事にて。

## ギャラリー

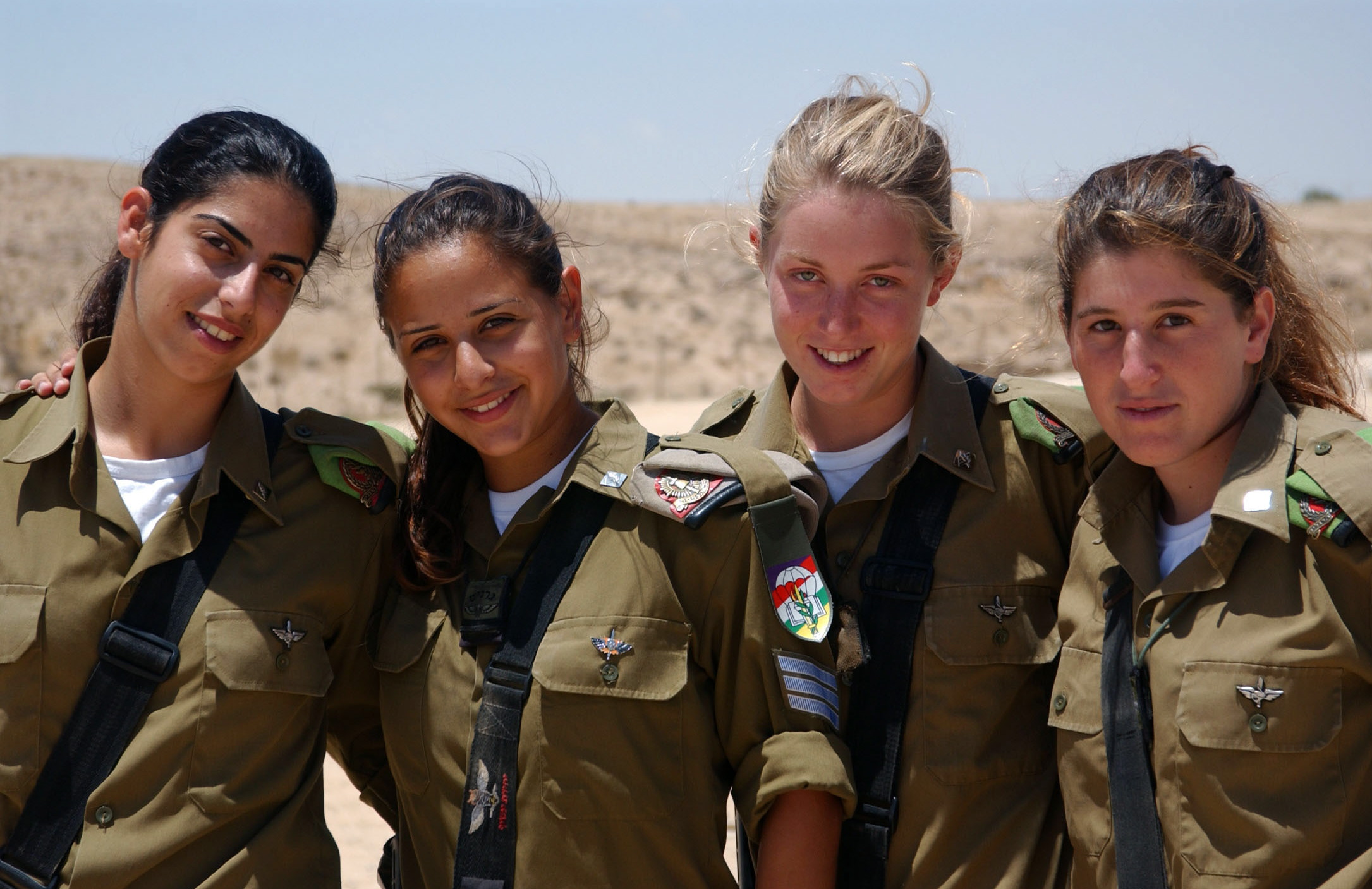
イスラエル国防軍の女性兵士
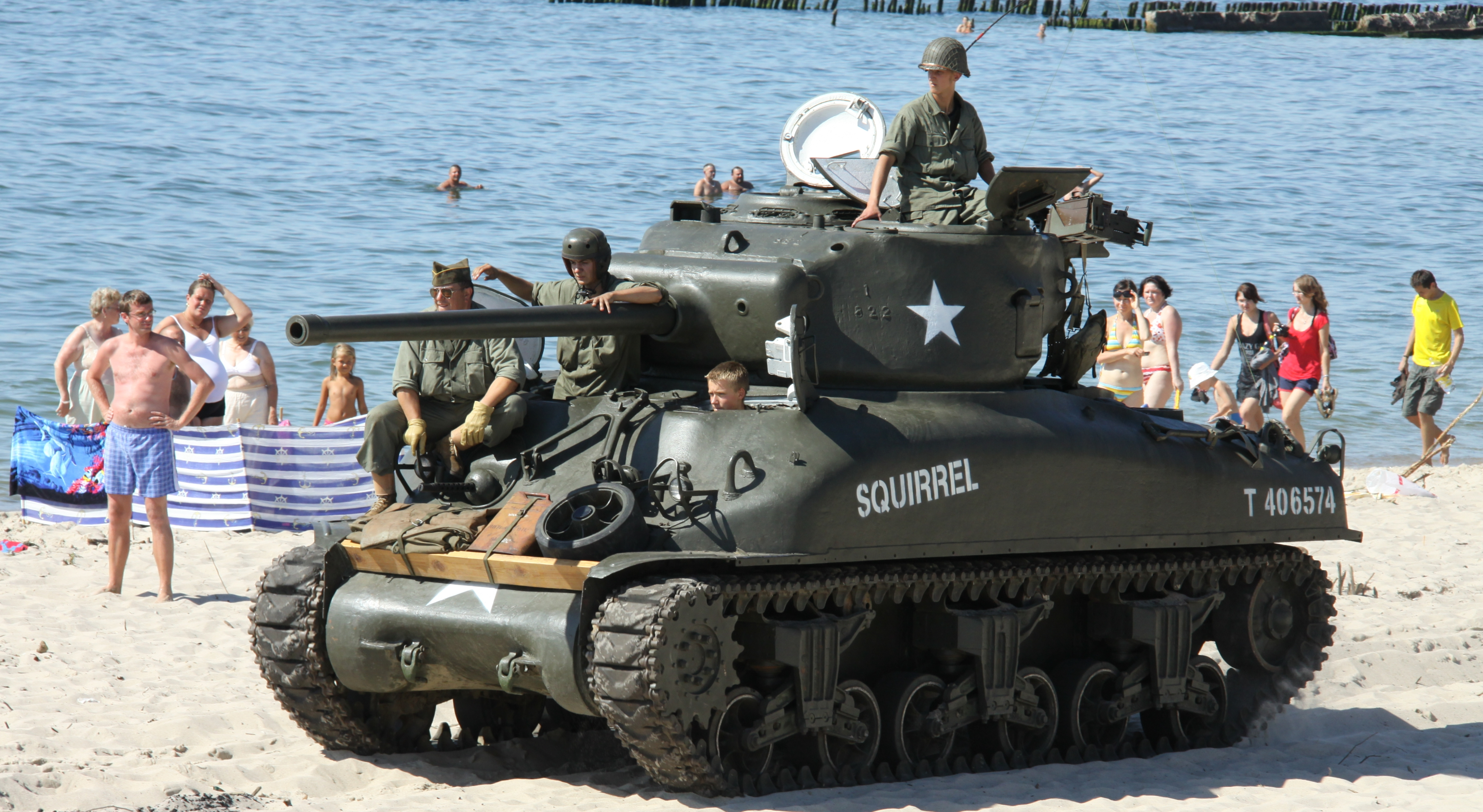
M4中戦車
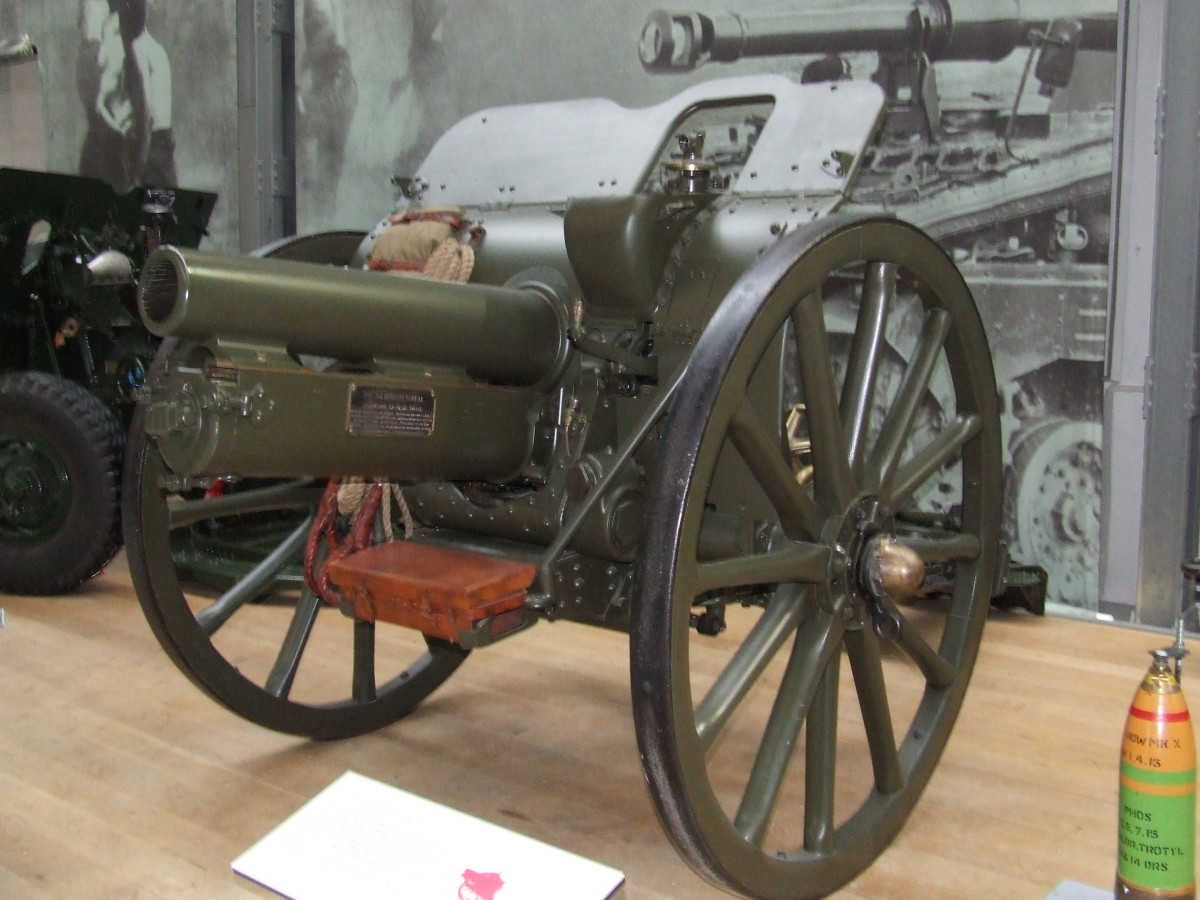
QF 4.5インチ榴弾砲
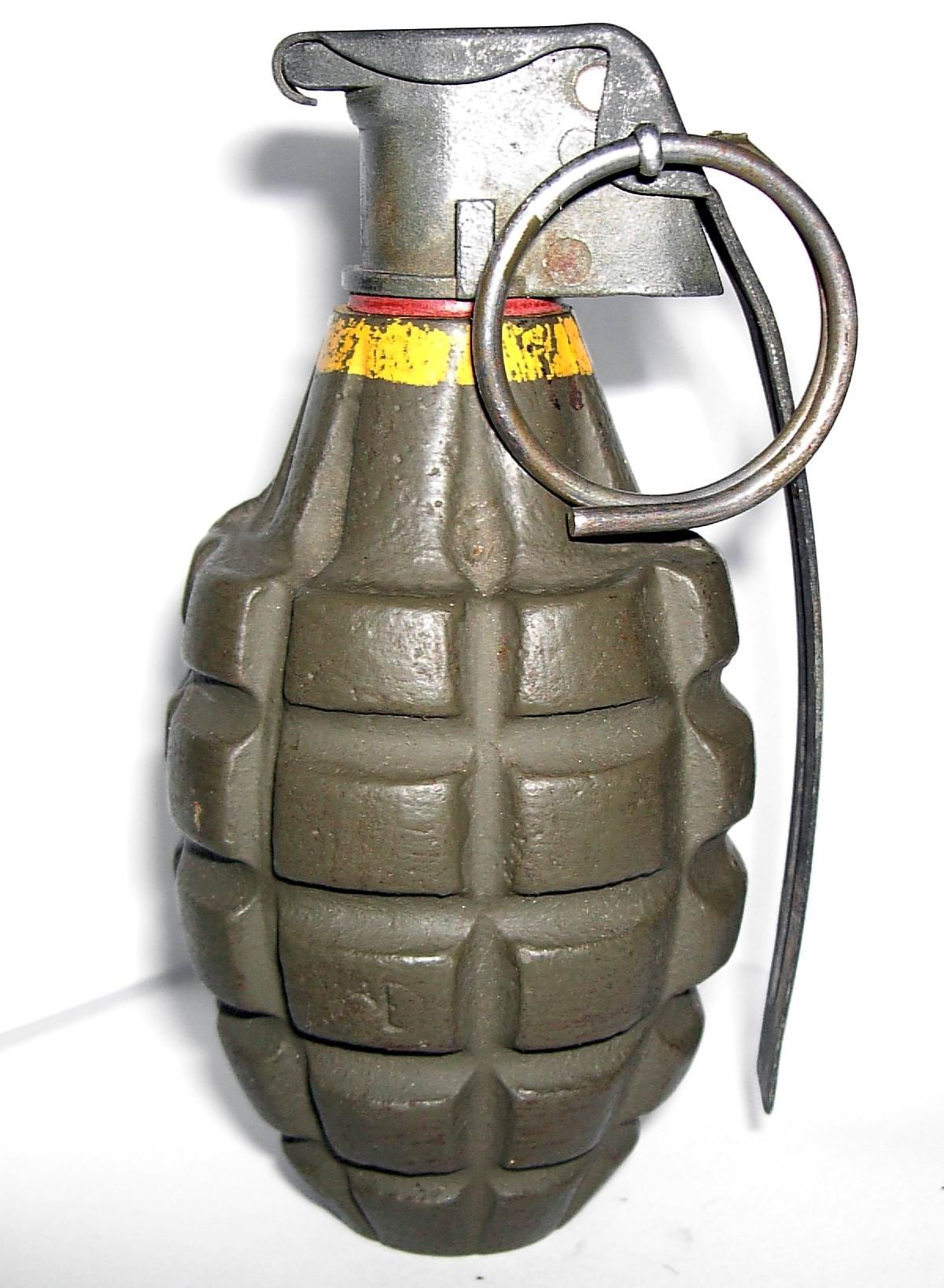
マークII手榴弾
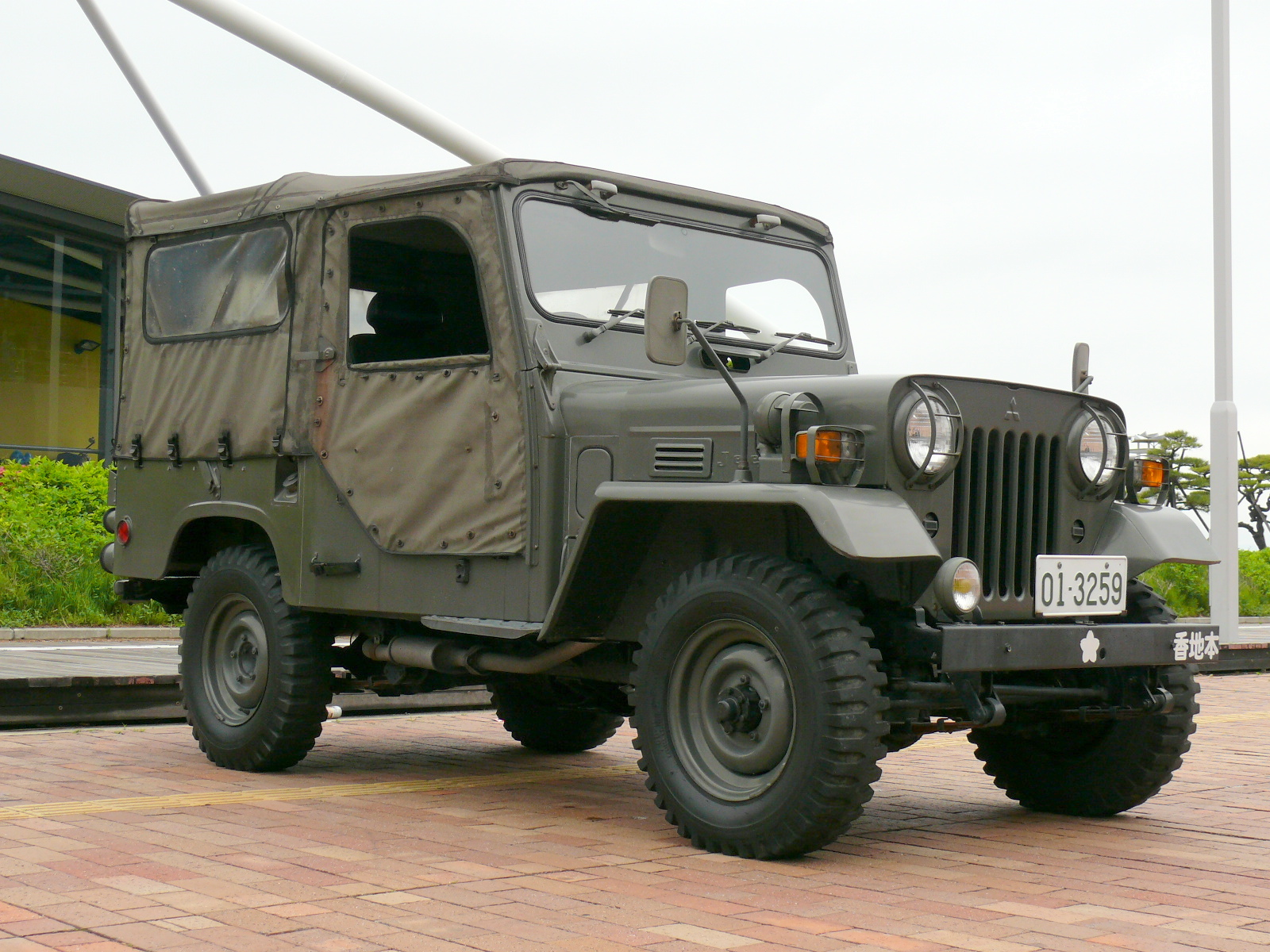
73式小型トラック
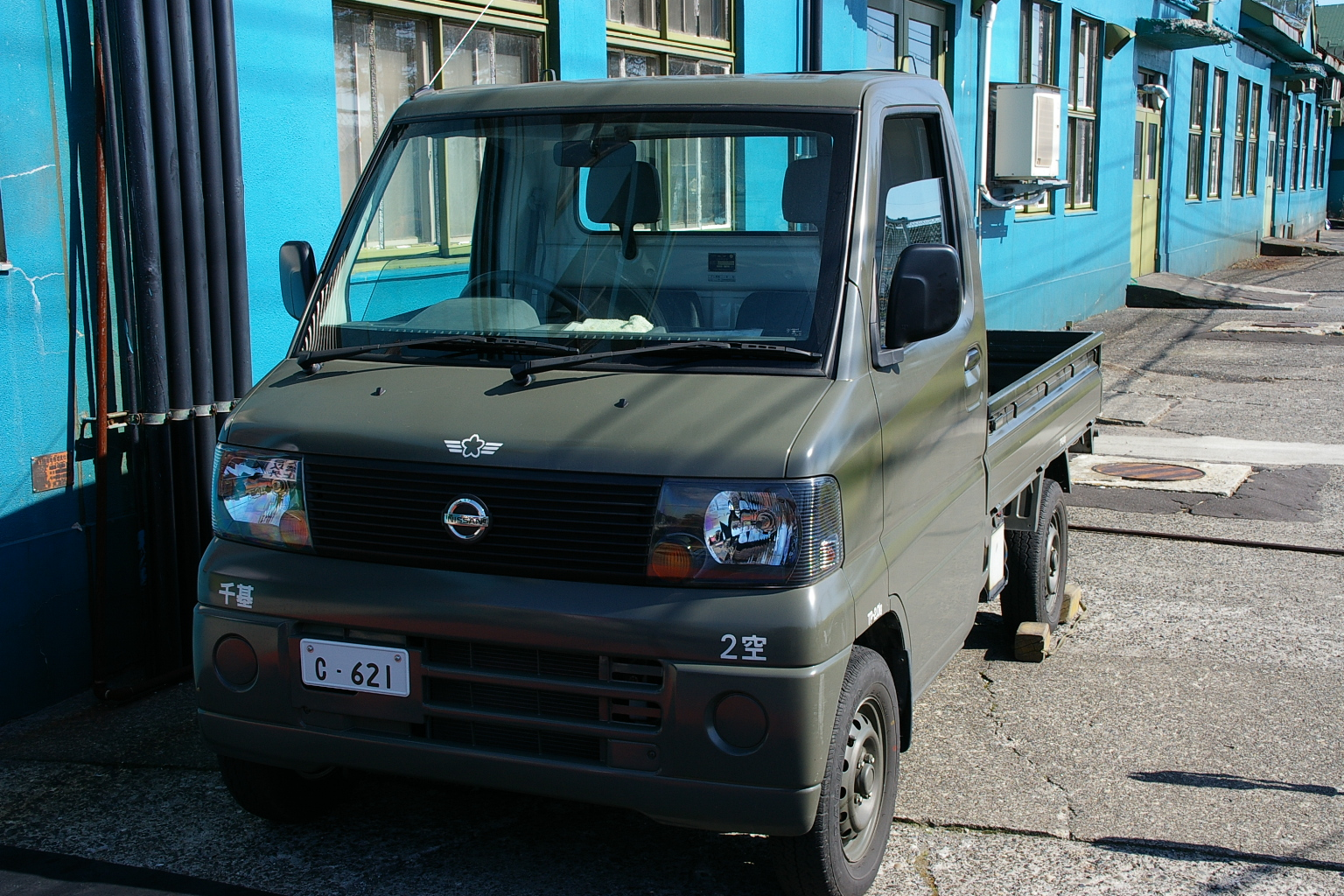
航空自衛隊の業務用車として使われる日産・クリッパー